# La forza delle immagini
La forza delle immagini è un documentario del 1993, diretto dal regista tedesco Ray Müller.

## Trama
Ray Müller interroga la regista Leni Riefenstahl sui suoi rapporti col regime e con l'ideologia nazista. All'ascolto di alcune pagine dei diari di Goebbels, da cui emerge una sua assidua frequentazione col ministro della Propaganda, la Riefenstahl nega con veemenza. In relazione al telegramma inviato a Hitler dopo l'entrata dei tedeschi a Parigi ("Le vostre imprese superano i limiti dell'umana immaginazione. Non hanno il pari nella storia dell'umanità. In che modo possiamo noi (popolo tedesco) esprimervi la nostra gratitudine?"), sostiene di aver solo manifestato il suo sollievo per l'imminente fine della guerra.
Sul suo lato della bilancia, può mettere le sentenze dei tribunali durante il processo di de-nazificazione ("Non svolse alcuna attività politica a sostegno del regime nazista, che possa giustificare una condanna"), i suoi stessi film dove non v'è traccia di anti-semitismo o razzismo. Ma sull'altro lato resta il potere di comunicazione, la profonda suggestione di Il trionfo della volontà un film di propaganda che ancor oggi conserva la sua forza.
Interrogata sul tema della responsabilità dell'artista (Cosa verrà fatto della mia opera?), risponde risolutamente "Non ho mai fatto film politici" e argomenta tale affermazione con l'assenza nel film di qualsiasi commento esterno, con fini propagandistici. E ancora: "Qual è la mia colpa?... Posso scusarmi per aver fatto il film del partito... Ma non posso scusarmi per essere vissuta in quel periodo. Nessuna parola anti-semita ha mai attraversato le mie labbra. Non sono stata anti-semita. Non sono stata iscritta al partito".
Ma largo spazio è concesso anche al racconto della originale esperienza di una femminista ante litteram in un mondo dominato, almeno nelle funzioni direttive e tecniche, dai maschi. I suoi esordi come attrice (La montagna dell'amore e La tragedia di Pizzo Palù ambedue diretti da Arnold Fanck), poi come regista (La bella maledetta), nel cinema di montagna. Le sue frequentazioni negli stabilimenti cinematografici dell'UFA a Babelsberg: Friedrich Wilhelm Murnau, Georg Wilhelm Pabst, Josef von Sternberg, Marlene Dietrich e la collaborazione di Carl Mayer e Béla Balázs alla sceneggiatura de La bella maledetta.
L'originalità - riconosciuta successivamente anche da Vittorio De Sica e Roberto Rossellini - delle sue scelte stilistiche in senso realista, con l'utilizzo di ambientazioni reali in luogo dei teatri di posa, frutto anche dell'esperienza maturata nel cinema di montagna. E, conseguentemente, la ricerca di nuove soluzioni tecniche per la fotografia - pellicole nuove dell'Agfa per girare di notte, senza illuminazione artificiale o filtri arancione o giallo per le riprese in piena luce del giorno, evitando l'effetto di contrasto prodotto dalla chiusura eccessiva del diaframma.
Anche quando, negli anni sessanta, si rivolge all'Africa, in particolare alle tribù Nuba del Sudan meridionale, girando chilometri di pellicola e pubblicando, nel 1973, un primo volume di fotografie in cui risulta preminente l'interesse per i riti di iniziazione sociale e sessuale degli adolescenti, la Riefenstahl non riesce a sfuggire al passato. In quelle foto, nel culto del corpo, nell'esaltazione della forza, Susan Sontag rileva gli elementi di un'estetica fascista.
Il finale del documentario è degno di un film di avventura. In fuga dalla terra, la ormai novantenne Leni Riefenstahl, acquisito il brevetto di sub a 70 anni e divenuta collaboratrice di Greenpeace, accarezza una razza velenosissima, a 30 metri di profondità.